# Better Alone
Better Alone è il secondo singolo estratto da terzo album di Melanie C, Beautiful Intentions.
Il brano fu pubblicato in Inghilterra il 1º agosto 2005 come download digitale sul sito iTunes, mentre il singolo fu messo in vendita sul sito ufficiale della cantante, in tre versioni: due sotto forma di CD e uno sotto forma di DVD. Successivamente, nel tardo 2005, il singolo fu pubblicato nei negozi in altre nazioni: l'Italia, la Svezia, la Norvegia e l'Australia. Infine, il 24 febbraio 2006 è stato pubblicato anche in Germania, Austria e Svizzera. A scopo promozionale, sono stati girati anche due video musicali per questa canzone. Il primo fu diffuso insieme alla pubblicazione digitale in Inghilterra e negli altri stati in cui è stato pubblicato qualche mese dopo, il secondo era invece riservato alla promozione per i mercati tedeschi, svizzeri e austriaci.

## Successo
Il singolo non ha avuto un notevole successo di vendite, tuttavia ricevette molto airplay in alcune nazioni europee, come quella portoghese, dove raggiunse la quarta posizione della classifica dell'airplay, o in Polonia, dove raggiunse il primo posto nella stessa classifica.

## Tracce e formati
- CD Australiano

1. "Better Alone" [Edit] - 3:06
2. "Better Alone" [Pop Mix] - 3:56
3. "Better Alone" ['Amazing' Dub] - 7:44
4. "Runaway" - 3:24

- CD Norvegese

1. "Better Alone" [Edit] - 3:06
2. "Better Alone" [Pop Mix] - 3:56
3. "Warrior" - 3:47

- EP tedesco

1. "Better Alone" [Radio Version] - 3:06
2. "Better Alone" [Pop Mix Edit] - 3:26
3. "Warrior" - 3:48
4. "Better Alone" ['Amazing' Dub] - 7:46
5. "You'll Get Yours" [Acoustic Version] - 5:44
6. "Better Alone" [Music video / Multimedia Track] - 3:06

- CD Italiano

1. "Better Alone" [Edit] - 3:06
2. "Better Alone" [Original Version] - 3:59
3. "Better Alone" ['Amazing' Dub] - 7:44
4. "Runaway" - 3:24

- DVD Italiano

1. "Better Alone" [Music video] - 3:06
2. "Next Best Superstar" [Music video] - 3:31
3. EPK Extract ("Better Alone" & Interview) - 2:00
4. Photo Gallery (& Runaway) - 3:24

- CD svedese

1. "Better Alone" [Edit] - 3:06
2. "Better Alone" [Pop Mix Edit] - 3:26
3. "Warrior" - 3:47
4. "Better Alone" [Music video] - 3:06

CD1 Inglese
1. "Better Alone" [Edit] - 3:06
2. "Warrior" - 3:47

- CD2 Inglese

1. "Better Alone" [Edit] - 3:06
2. "Better Alone" [Original Version] - 3:59
3. "Better Alone" [Pop Mix] - 3:56
4. "Better Alone" ['Amazing' Dub] - 7:44

- DVD Inglese

1. "Better Alone" [Music video] - 3:06
2. "Next Best Superstar" [Music video] - 3:31
3. EPK Extract ("Better Alone" & Interview) - 2:00
4. Photo Gallery (& Runaway) - 3:24

## Classifiche
| Paese    | Posizione massima |
| -------- | ----------------- |
| Svizzera | 33                |
| Italia   | 46                |
| Austria  | 57                |